# Imaginática
Imaginática es una asociación universitaria, sin ánimo de lucro, formada por los alumnos de la Universidad de Sevilla para promover las nuevas tecnologías. Tiene su sede en la Escuela Técnica Superior de Ingeniería Informática. Cada dos años organizan unas jornadas de conferencias y una feria con actividades lúdicas en el Campus de Reina Mercedes para promover las empresas del sector de las TIC andaluzas. Dichas jornadas tienen una duración de una semana, que suele ser la primera semana completa de marzo. En su VI edición, estás tendrán lugar del 8 al 11 de marzo de 2011.

## Historia
Fue creada en el año 2000, siendo 2001 el año en el que se celebraron las primeras Jornadas. Cada año se han ido introduciendo nuevas actividades, como por ejemplo en 2007 que se inauguró el Museo Tecnológico. 
Los visitantes a estas jornadas aumentan en cada edición, ampliando el perfil del visitante. Como anécdota, en 2007 se acercaron personas de la tercera edad que nunca habían tenido este tipo de contacto con las TIC, así como la asistencia a un Museo Tecnológico para aprender sobre informática. Este año es el primero que ha recibido la visita de numerosos alumnos de varios institutos, de bachillerato y de distintos ciclos de grado medio y superior de la provincia. Como pequeño ejemplo, los alumnos de institutos asistentes que han venido como libre oyentes han podido disfrutar de una visita guiada por la ETSII, visitando, entre otros, el laboratorio de Robótica, el Centro de Cálculo, etc.
Para 2009 se ha superado el récord de 1000 asistentes matriculados (se obtienen 3 créditos de libre configuración para la Universidad de Sevilla).
El número de empresas participantes y colaboradoras ha ido aumentando cada año, demostrando que es imprescindible la vinculación entre el mundo académico y el empresarial en el seno de la Universidad, para incentivar el espíritu emprendedor entre los andaluces.
El interés de esta asociación radica en que a pesar de estar formadada únicamente por alumnos, es capaz de ponerse al mismo nivel de empresas como Sun o Microsoft. Sus miembros se van renovando continuamente conforme van avanzando en la carrera. De esta forma, sus miembros están obligados a enfrentarse al mundo de los negocios sin ningún tipo de preparación previa, lo cual les obliga a innovar e improvisar la forma de negociar.

## Histórico
Entre los conferenciantes que han pasado por Imaginática, se pueden destacar personalidades como Alfonso Valencia, Juan Ignacio Cirac Sasturain o Manuel Toharia.
- I Jornadas de Imaginática: Se desarrollaron en marzo de 2001.
- II Jornadas de Imaginática: Se desarrollaron en marzo de 2003.
- III Jornadas de Imaginática: Se desarrollaron en marzo de 2005.
- IV Jornadas de Imaginática: Se desarrollaron en marzo de 2007.
- V Jornadas de Imaginática: Se desarrollaron del 2 al 6 de marzo de 2009.
- VI Jornadas de Imaginática: Se desarrollaron en mayo de 2011.
- VII Jornadas de Imaginática: Se desarrollaron del 2 al 4 de mayo de 2013.

Algunos de sus ponentes han sido: 
- Richard Stallman.[1]
- Ramón Nafria, presidente de DOID: Asociación de Desarrolladores de Ocio Interactivo Digital
- Luis Merino Cabañas, primer premio a la mejor tesis doctoral en España de robótica.
- David Ferriz, máximo responsable de Devilish Games.
- Xavier Sánchez, director general Evolution Dreams Studio y diseñador de videojuegos.
- Ricardo Baeza-Yates, director de Yahoo.
- Antonio Bahamonde, director de la AEPIA, Asociación Española de Inteligencia Artificial.
- Javier Martí, director del Centro de Nanotecnología de Valencia.
- Aníbal Ollero, coordinador del Proyecto Aware del Sexto Programa de Marco, que desarrolla una plataforma para la integración de AUV (vehículos aéreos no tripulados) con redes inalámbricas de sensores y actuadores.
- Carlos Jesús Bernardos Cano, profesor de la UC3M (Madrid). Trabaja en un proyecto llamado "Poseidón" consistente en la comunicación entre vehículos haciendo uso de Internet.
- Diego R. López, responsable del área de Middleware de RedIRIS, la red académica nacional
- Gonzalo Álvarez, experto en criptografía cuántica.
- Jesús Aguilar, investigador del campo de la minería de datos y bioinformática. Actualmente codirector de una de las revistas más importantes del sector.
- José María Azorín, investigador del Instituto de bioingeniería de la Universidad Miguel Hernández.
- Elena García Armada, ex-componente del Leg Laboratory del MIT. Actualmente se dedica a la investigación y desarrollo de robots con patas en el instituto de automática industrial de Madrid perteneciente al Consejo Superior de Investigaciones Científicas (CSIC).
- José Duato - Ganador del premio nacional de informática Aritmel
- Daniel López Ridruejo, fundador y CTO de BitRock una empresa líder en el sector de las herramientas y servicios relacionados con la distribución de aplicaciones multiplataforma, con sedes en Sevilla y San Francisco.